# Denisia fiduciella
Denisia fiduciella is een vlinder uit de familie sikkelmotten (Oecophoridae). De wetenschappelijke naam is voor het eerst geldig gepubliceerd in 1935 door Rebel.
De soort komt voor in Europa.